# Wandelend muurtje
Wandelend muurtje is een beeld van Nederlands beeldend kunstenaar Jan Snoeck (1927-2018) in Amsterdam. Het werk is een keramische sculptuur in twee delen: een rechthoekige blauwe poort en een rode figuur met gedraaide benen.
Het werk stond sinds 1984 in het trottoir voor een Montessorischool aan de Polderweg (1) in de wijk Oostpoort (recente, 21e-eeuwse naam, in de 20e eeuw bekend als Polderweggebied) in Amsterdam-Oost.
In maart 2019 is het herplaatst in het Amsterdamse stadsdeel Nieuw-West, in een grasveld tussen de Slotervaart en de Plesmanlaan, ten noordoosten van de rotonde/kruising van deze weg met de Louis Davidsstraat. Op 27 maart 2019 werd het officieel onthuld door een stadsdeelbestuurder.

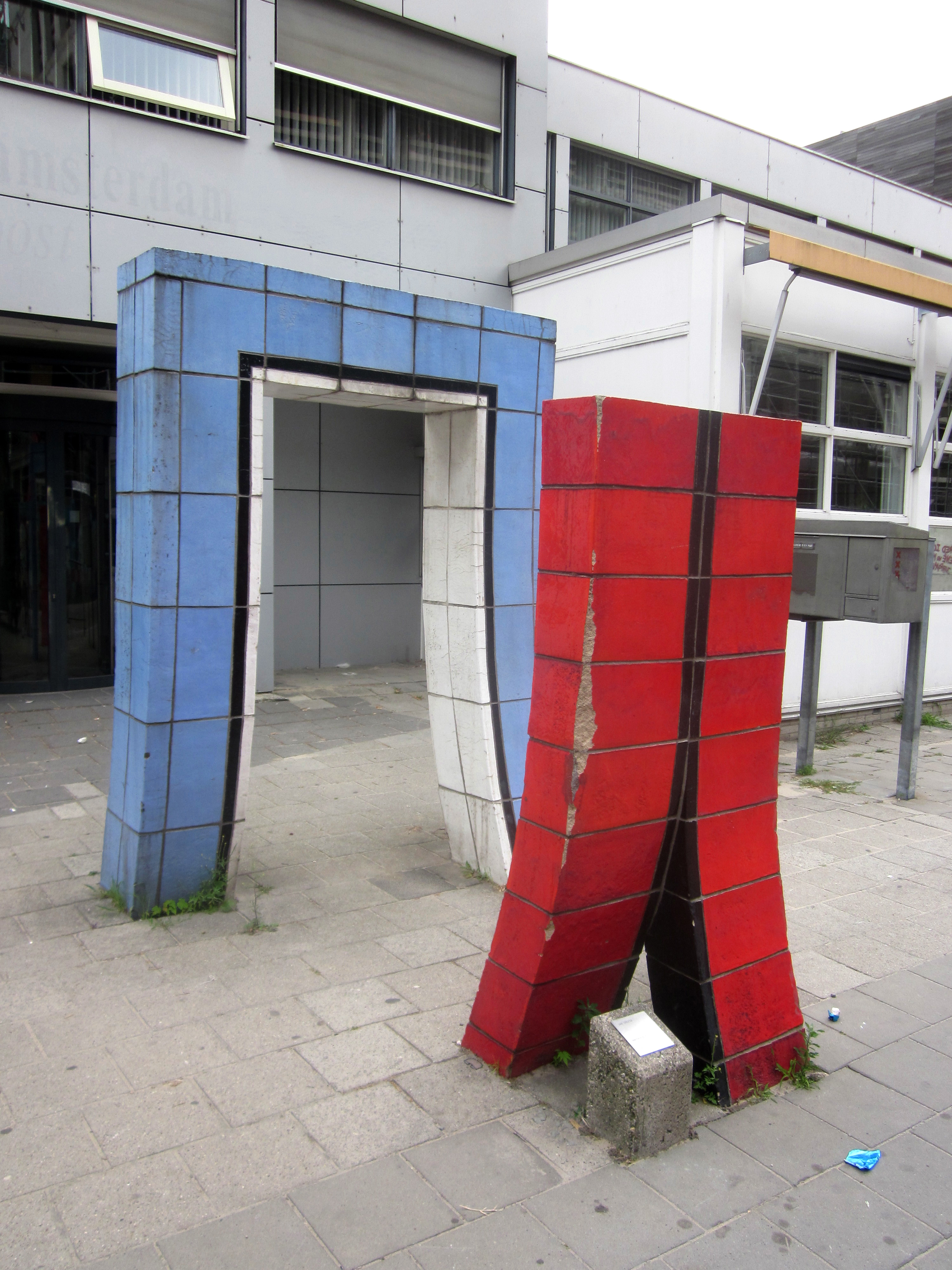
Wandelend muurtje aan Polderweg in 2012